# Turecká
Turecká (in tedesco Kunst, in ungherese Török) è un comune della Slovacchia facente parte del distretto di Banská Bystrica, nella regione omonima.

## Storia
Il villaggio è citato per la prima volta nel 1563 come insediamento di minatori e boscaioli.
Ogni anno vi si svolge in una cornice folkloristica e tradizionale la sagra dei bryndzové halušky, che prevede il Campionato del mondo di cucina e di mangiate di bryndzové halušky.